# Trần Văn Giang
Trần Văn Giang (1924 – 2016) là một sĩ quan cấp cao của Quân đội nhân dân Việt Nam, nguyên Chính ủy Quân chủng Hải quân Việt Nam, hàm Chuẩn đô đốc..

## Tiểu sử
Ông còn có bí danh là Trần Trọng Riệc, sinh ngày 7 tháng 2 năm 1924, tại xã Vĩnh Long, huyện Vĩnh Bảo, Hải Phòng.
```
Tên thật của ông là Trần Sách Riệc, một dòng họ lớn tại xã Vĩnh Long, huyện Vĩnh Bảo, Hải Phòng.
```